# Kegle (jonglering)
 For alternative betydninger, se Kegle. (Se også artikler, som begynder med Kegle)
Jongleringskegler, eller blot "kegler" er et populært jonleringsredskab enten enkeltvis eller i sæt af typisk tre, sommetider i kombination med bolde eller ringe. En typisk kegle er 50 til 70 cm lang, med et slankt håndtag og med vægt i den tykkere ende.

## Typer af kegler

### Almindelige kegler
Almindelige kegler kan være simple hjemmelavede kegler af flettet pil over til meget avancerede kegler som fx kan skilles ad for at gøre dem mere kompakte ved transport. Den almindelige kegle er dog typisk lavet af en trækerne med en plastikkappe støbt omkring og med gummidutter i enderne for at beskytte keglen mod slag når den bliver tabt.
Almindelige kegler kommer i mange forskellige variationer. Nogle er er lette og hurtige, andre større og mere stabile. Der findes også specielle børnekegler som er mindre (ca. 30 cm lange) til små børn, de fleste større børn kan dog uden problemer bruge normale kegler.

### Svingkegler
En speciel type kegler er svingkegler, deres håndtag er specielt udformede og de er beregnet mere til at svinge som poi end at kaste med.

### Fakler
Fakler er, blandt mange jonglører, populære om natten, hvor manglende lys gør det svært at se almindelige kegler. Det er dog ikke helt ufarligt da det er nemt at blive blændet af det skarpe lys fra faklerne som roterer få centimeter fra jonglørernes hoveder. Dog er skader sjældne blandt jonglører.
Et populært trick med en fakkel er, når en jonglør tager en fakkel, et æg og en stegepande, jonglerer med alle tre ting og ender med at slå ægget ud på stegepanden og sætte faklen under, som regel akkompagneret af en joke, fx "Sådan laver jonglører morgenmad"

### Glowkegler
Glowkegler er i de seneste år blevet meget populære blandt jonglører, de har nogle fordele overfor fakler: de kan lyse/blinke i forskellige farver, de er ufarlige og kan bruges indendørs. De er dog temmelig dyre (1500 – 2000 kroner for én programérbar kegle), de bruges derfor fortrinsvis af professionelle jonglører.

### Knive
Specielt vægtede (uskarpe) knive bliver fremstillet til jongleringsformål, mange gadegøglere bruger dem til at få deres show til at se lidt farligere ud end det er.

### Andet
Det er muligt at jonglere med næsten hvad som helst som er tilnærmelsesvist kegleformet, at andre ting kan nævnes
- Motorsave (speciallavede letvægtsmotorsave med håndtag og uskarp kæde som automatisk stopper når håndtaget slippes selvom motoren kører videre)
- Stegepander
- Flasker (for mange bartendere er jonglering en del af showet)
- Vanddunke

## Elementær jonglering
Det mest elementære mønster af keglejonglering er som med bolde, kaskade (en.: cascade). Keglerne kastes skiftevis fra hånd til hånd, hver kegle passerer under den foregående og gribes i den modsatte hånd. Typisk vil keglen rotere én omgang selvom det er muligt at lave "dobler" og "tribler" samt halve og så videre hvor keglen roterer flere gange rundt per kast. Et modsat (en.: reverse) kast er også muligt, ved at tviste håndledet så keglen roterer den modsatte vej. Det kan også lade sig gøre at kaste keglen så den slet ikke roterer.

## Passing
Kegler foretrækkes når jonglører lader keglerne passere til hindanden. Jonglørkegler er meget større en bolde og kræver derfor mindre præcise kast til trods for at man skal medregne rotation.
Begyndere starter typisk med seks kegler til to jonglører, man lader hver en kegle passere på hvert fjerde slag, fra højre hånd til modpartens venstre, dette kaldes at jonglere på fire (en.:four count).
Mere avancerede mønstre kan involvere flere kegler, flere jonglører og mere intrigante mønstre, fx kan en person føde (en.: feede) to andre, den der føder kaster på to (two count) og de to andre kaster på fire dette er en typisk øvelse når en dygtiere jonglør træner to mindre dygtige jonglører

## Tricks
De fleste tricks som kan udføres med bolde kan udføres med kegler, det er dog generelt sværere da man skal medregne rotation og keglernes størrelse.

### Kontaktjonglering
I de senere år er jonglører begyndt at eksperimentere med kegler, og i den forbindelse er kontaktjonglering med kegler blevet populært, hvor man før næsten udelukkende så artister kaste kegler up i luften, kan man nu, specielt i nycirkus se folk lave hele numre uden at kaste en eneste kegle op i luften.